# Coroicoia
Coroicoia is een kevergeslacht uit de familie van de boktorren (Cerambycidae). De wetenschappelijke naam van het geslacht werd voor het eerst geldig gepubliceerd in 1966 door Lane.

## Soorten
Coroicoia is monotypisch en omvat slechts de volgende soort:
- Coroicoia ligata (Schwarzer, 1930)